# Bücherei des Schocken Verlags

Adolf Reifenberg: Denkmäler der jüdischen Antike (Nr. 75–76)

Die Bücherei des Schocken Verlags (Schocken-Bücherei) ist eine Buchreihe preiswerter Bücher mit jüdischen Autoren oder Themen, die zwischen November 1933 und 1939 in Deutschland erschien.

## Editionsgeschichte
Die ab November 1933 in einer ersten Serie von fünf Titeln erschienene Buchreihe wurde im Schocken Verlag Berlin verlegt, der von dem jüdischen Kaufmann Salman Schocken gegründet wurde. Sie umfasst 83 Werke, die sich aufgrund von Neubelegungen und Doppelnummerierungen auf 92 Nummern verteilen. Die Auflagenhöhe lag jeweils bei etwa 3000 bis 5000 Exemplaren und erreichte bei den in Nachauflagen erschienenen 11 Titeln teilweise sogar 10000 Exemplare.
In der Reihe, die ein „Gebäude jüdischer Bildung“ (Jüdische Rundschau vom 17. April 1937) vermitteln sollte, kamen nur jüdische Autoren, wie Franz Kafka, Martin Buber, Leo Baeck, Gershom Scholem, Joseph Carlebach oder Scholem Alejchem, oder nichtjüdische Autoren mit Themen, die mit dem Judentum unmittelbar in Zusammenhang standen, zu Wort. Von letzteren erschienen z. B. Ferdinand Gregorovius: Der Ghetto und die Juden in Rom (Bd. 46), Annette von Droste-Hülshoff: Die Judenbuche (Bd. 68) oder Theodor Mommsen: Judaea und die Juden (Bd. 70). 
Ab Band 80, dem 1937 von Erich Ludwig Loewenthal mit Illustrationen von Ludwig Schwerin herausgegebenen Romanfragment Heinrich Heines, Der Rabbi von Bacherach, musste 
aufgrund der Gesetzgebung Nazideutschlands, die die jüdischen Mitbürger und die von ihnen geführten Unternehmen diskriminierte, die Verlagsangabe den Zusatz „Jüdischer Buchverlag“ tragen. Sie war ab Band 85 auch auf dem Titelschild als zusätzliche Zeile aufgeführt.  
Nachdem die nationalsozialistischen Machthaber nach der Reichspogromnacht vom 9. auf den 10. November 1938 im Folgemonat die Schließung des Schocken Verlags verfügt hatten, kamen die letzten Bändchen der Reihe aus Berlin noch 1939 auf den Buchmarkt. Schocken gründete nach seiner Emigration aus Deutschland seinen Verlag in Jerusalem und New York neu; die Schocken-Bücherei wurde allerdings nicht wieder aufgenommen.

## Ausstattung und Typografie
Die Titel wurden in stets einfarbige Pappen und bei Doppelnummern in Leinen gebunden, mit einem aufgeklebten Titel- und Rückenschild unter Angabe der Reihennummer versehen und kosteten als Pappbände 1,25 und in Leinen 2,50 Reichsmark. Es kamen in der Regel Antiquaschriften zum Einsatz, bei den Titel- und Rückenschildern ausschließlich. Stifters Abdias (Band 31) war in Fraktur gesetzt.

## Beziehung zur Insel-Bücherei
Die Reihe hatte als praktisches Vorbild die seit 1912 auf dem deutschen Buchmarkt befindliche Insel-Bücherei, wie der (nichtjüdische) Schocken-Verlagsleiter Lambert Schneider gegenüber dem Schriftsteller S. J. Agnon bemerkte, und es gab auch viele inhaltliche Wechselbeziehungen zu dieser. Mehrere Autoren waren in beiden Reihen mit identischen Titeln vertreten, wie Annette von Droste-Hülshoff: Die Judenbuche (Schocken-Bücherei 68, als IB 271 [1919]), S.J. Agnon: Der Verstoßene (Schocken-Bücherei 78, als IB 823 [1964]) oder Gerhard Scholem: Die Geheimnisse der Schöpfung (Schocken-Bücherei 40, als IB 949 [1971]). Die Restauflage des letztgenannten Schocken-Titels wurde aufgrund der zunehmenden Schwierigkeiten beim Verkauf auch an nichtjüdische Leser in den letzten Verlagsjahren von Schocken an den Otto Wilhelm Barth Verlag in München-Planegg verkauft. Daneben gab es inhaltlich leicht veränderte Ausgaben in beiden Reihen, wie Jizchak Lejb Perez: Jüdische Geschichten (Schocken-Bücherei 66, IB 204/1 [1916]) und Franz Kafkas kleine Erzählungen: Vor dem Gesetz (Schocken-Bücherei 19, als IB 1243 mit dem Titel Ein Landarzt [2003]). Kafka durfte bei Schocken weiter verlegt werden, obwohl für die Werke dieses Autor ansonsten in Nazi-Deutschland ein generelles Publikationsverbot bestand.

## Reihenwerbung
Nur bei den frühen Titeln warb der Verlag durch den Reihenbänden beigelegte, gefaltete Verzeichnisse, die den aktuell erreichten Titelbestand ausweisen. Beim Gros der Bände war die Titelliste auf den Schlussseiten der Bücher enthalten. Auch die jährlichen Verlagsalmanache enthielten Hinweise auf die Schocken Bücherei.